# 문갑주
문갑주(1983년 6월 16일 ~ )는 대한민국의 뮤지컬 배우다.

## 방송
- 더블 캐스팅 (2020) - Top24

## 공연
- 2012 밀양여름공연예술축제 (2012)
- 두 도시 이야기 (2014)
- 올슉업 (2014)
- 뺑덕이 뿔났다 - 고양 (2015)
- 햄릿 (2017)
- 팬텀 (2018)
- 반 고흐와 해바라기 소년 (2019)
- 시라노 (2019)
- 디바 (2019)
- 신의 손을 빌린 남자 - 안산 (2019)